# Liliane Berton
Liliane Berton   (Bully-les-Mines, 11 de juliol de 1924 - 13è districte de París, 22 d'abril de 2009) va ser una soprano francesa, coneguda principalment als escenaris d'òpera, però també activa en enregistraments radiofònics i com a professora.

## Carrera
Encara que considerada una intèrpret dramàtica, després dels estudis vocals en el Conservatori de Lilla i el Conservatori de París, va debutar a l'Òpera de Marsella com a Blonde a Die Entführung aus dem Serail.
Berton va ser contractada per la RTLN, i va fer el seu debut a París a l'Òpera com a Siebel a Faust el 8 de setembre de 1952, abans d'aparèixer en l'estrena de Dolorès de Michel-Maurice Lévy a l'Opéra-Comique el 7 de novembre de 1952.
La seva carrera va abastar molts papers de soprano més lleugers en el repertori: l'Amour, Fatime (Les Indes galantes), Sophie (Werther), Poussette (Manon), Xenia (Borís Godunov), Rosina (Il barbiere di Siviglia, en francès), Eurídice. (Orfeu i Eurídice), Sophie (Der Rosenkavalier) i Chérubin i Susanna (Les noces de Fígaro).
El 1957 va crear el paper de Soeur Constance en l'estrena francesa de Dialogues des Carmélites de Francis Poulenc.
A més de París, va cantar amb freqüència a les cases provincials franceses, així com en els festivals d'Ais de Provença, Edimburg, Glyndebourne i els Països Baixos, i a Rio de Janeiro, Buenos Aires, Lisboa i Londres.
Cap a 1966 la seva carrera va passar d'actuar a ensenyar, en el Conservatori de París, amb Gabriel Bacquier, mentre cantava ocasionalment repertori i operetes.
A més de Dialogue des Carmélites va deixar enregistraments d'altres òperes, moltes operetes i melodies de Poulenc.
Es va casar amb René Charrière del grup «Les garçons de la rue» el 1952. Va patir un vessament cerebral El 2005.